# Torreón del Alamín
El torreón del Alamín es una torre de la antigua muralla de la ciudad de Guadalajara (España), parte de la que era la puerta del Postigo. Se sitúa en lo que era el lado norte de la muralla, sobre el barranco del Alamín y detrás de la concatedral de Santa María. Originalmente vigilaba el acceso a la ciudad desde el arrabal del Alamín; actualmente se encuentra en su interior un centro de interpretación en torno a la muralla de la ciudad.

## Descripción
Forma parte un conjunto constituido por el propio torreón y por el puente de las Infantas. Es un torreón de planta cuadrada, de unos veinte metros de altura desde la base en el fondo del barranco. Está construido en argamasa y mampostería y los muros tiene casi dos metros de anchura. Tiene dos pisos, comunicados a través de una estrecha escalera de caracol. Se accede por el lado sur, a pie de calle, por una sencilla puerta adintelada. En piso superior se abre por el mismo lado una puerta en arco de medio punto, que era el acceso original al torreón. También el piso superior, pero en el lado norte, mirando a El Alamín, se abren dos pequeños balcones de vigilancia. En los muros se abren algunas aspilleras hacia extramuros.

## Historia
El torreón del Alamín forma parte de las murallas reforzadas y renovadas entre los siglos XIII y XIV. Daba acceso a través del puente de las infantas a El Alamín, el principal arrabal musulmán de la ciudad, situado al noreste. En el siglo XVIII, perdido el uso militar, fue sede de un hospital. El 23 de mayo de 1921 fue declarado Monumento Nacional y en 2004 se reabrió al público como centro de interpretación de las murallas de Guadalajara.